# Mysia Straż
Mysia Straż (ang. Mouse Guard) – amerykańska seria komiksowa autorstwa Davida Petersena, ukazująca się od 2006 r. nakładem Archaia Studios Press. Po polsku serię publikuje wydawnictwo Bum Projekt od 2014 r. Charakteryzuje się ona nietypowym dla komiksów kwadratowym formatem o wymiarach 20 cm x 20 cm.
Mysia Straż otrzymała wiele nagród, w tym Nagrody Eisnera za najlepszą publikację dla dzieci i najlepsze wznowienie (2008) oraz najlepszą antologię komiksową (2011).

## Fabuła
Utrzymana w konwencji fantasy seria osadzona jest w świecie myszy żyjących w średniowieczu, choć nie istnieją w nim ludzie. Głównymi bohaterami są członkowie bractwa zwanego Mysią Strażą, którzy przyrzekli chronić inne myszy. 

## Tomy
Komiksy z serii Mysia Straż ukazują się w oryginale jako dwumiesięcznik, a następnie w zbiorczych tomach. W polskiej wersji publikowana jest w formie zbiorczych wydań.
1. Jesień 1152 (Fall 1152, 2006; wydanie polskie podzielone na dwa tomy wydane w latach 2014 i 2015)
2. Zima 1152 (Winter 1152, 2009; wydanie polskie podzielone na dwa tomy wydane w r. 2017)
3. Czarny Topór (The Black Axe, 2013; wydanie polskie podzielone na dwa tomy wydane w r. 2024)
4. Baldwin the Brave and Other Tales (2014)

Ponadto ukazała się seria poboczna:
1. Legends of the Guard Vol. 1 (2010)
2. Legends of the Guard Vol. 2 (2013)